# Kućki
Kućki (biał. Куцькі, ros. Кутьки, Kut´ki) – wieś na Białorusi, w obwodzie mińskim, w rejonie wilejskim, w sielsowiecie Osipowicze. W 2019 liczyła 9 mieszkańców.